# Mas d'en Coll
El Mas d'en Coll és una masia de Roses (Alt Empordà) protegida com a bé cultural d'interès local.

## Descripció
Gran casa pairal fortificada situada al nord del nucli urbà de la població, al marge esquerre de la carretera de Les Arenes en direcció a la carretera GI-610.
Es tracta d'un gran conjunt edificat format per diferents cossos i estructures afegides. L'edifici principal està ubicat a ponent i consta de planta baixa més dues d'alçada, amb coberta de teulada a quatre vessants. De la part central d'aquesta teulada sobresurt el coronament d'una petita torre quadrada descoberta. Aquest nucli principal està envoltat per la banda sud, oest i, en part nord, per un cos sobresortint amb tres obertures, que a la part superior presenta una terrassa correguda, situada al nivell del primer pis. A l'est se li adossa un cos en perpendicular avançat, format també per dues plantes d'alçada i amb teulada a doble vessant. Conegut com el "Quartel" es troba alineat amb el cos sobresortint anterior. A l'angle sud-oest presenta una torre de planta circular, on s'observen dues línies d'espitlleres a la part superior, coronada amb una coberta en forma de cúpula i bastida amb pedra sense treballar i fragments de material constructiu. El tercer cos adossat, a llevant, correspon a la masoveria. També presenta una terrassa davantera, a la qual s'accedeix per unes escales directament des de l'exterior. De la part posterior del conjunt destaca una galeria d'arcs de mig punt al nivell del primer pis i una altra torre, de planta poligonal, utilitzada com a dipòsit d'aigua. La façana principal es troba orientada al sud. El portal d'accés a l'interior està situat al cos avançat. Es tracta d'una obertura d'arc rebaixat dovellada, datada el 1836, i dues arcades més, d'arc de mig punt, també d'accés a la planta baixa. Sembla que la terrassa fou afegida tardanament, ja que, a l'interior, s'observen els muntants de la portada primitiva. La resta d'obertures de l'edifici són rectangulars, quatre finestrals al primer pis i quatre balcons independents al segon. Totes elles es troben decorades amb rajoles polícromes disposades a manera de guardapols, ornamentades amb motius geomètrics i cicles relacionats amb les tasques del camp. Les obertures corresponents al cos afegit són d'arc de mig punt, amb el mateix tipus de decoració ceràmica que les anteriors. També presenta una línia d'espitlleres al pis superior. Com a coronament presenta una testera esglaonada amb la mateixa decoració, rematada per uns petits pinacles de ceràmica verda vidrada.
A l'interior, els baixos presenten una gran diversitat estructural. A la planta baixa destaca el trull d'oli, excepcional, els estables, el celler, la tina, el "despatx de veremes", etc. Aquests espais estan coberts amb voltes de canó i d'aresta bastides amb pedra morterada o maó pla, segons el sector. També destaca la capella del mas, on es guarda una important col·lecció d'objectes litúrgics. El primer pis és la planta noble amb la sala principal. Aquesta es troba coberta per una volta molt alta de grans llunetes, amb relleus al centre i motlluratge divers. Hi ha una fornícula decorada amb columnes i capitells i ampit en alt relleu que conté una Verge del Roser de talla, còpia de l'original, que fou destruïda. La sala principal articula la distribució de la resta d'estances. Destaca la gran cuina, amb la llar amb forn i un curiós escó, el pou interior, una pica datada el 1828 i plafons de rajoles policromades del segle xviii i blaves del XIX. Les quatre alcoves d'aquesta planta presenten una gran varietat formal amb cúpules semiesfèriques i ovalades, voltes de llunetes i relleus ornamentals. Destaca també tot el mobiliari. Pel que fa a l'exterior, al sud-est del conjunt edificat, hi ha dos cossos annexes separats de l'edifici principal, destinats a magatzems, estables...

## Història
El mas, conegut antigament com a mas Roig, està documentat des de l'any 1211 i la nissaga dels Coll està present a Roses des del 1245. L'edifici actual és del segle xviii. Una tradició força estesa pretén que el mas d'en Coll fou ocupat durant un temps pel comandant en cap de les tropes franceses que assetjaven Roses, segons sembla durant la Guerra del Francès. La situació del mas, vers el nord i gairebé en el camí de la ciutadella, fa possible aquesta circumstància no quedi aclarida documentalment.
Als calaixos d'un moble del segon pis de la casa hi ha un arxiu desordenat i en situació pèssima per a la seva conservació -lligalls, documents dispersos i un bon nombre de pergamins i llibres de comptes-. En inspeccionar-se'n alguns a l'atzar es va veure que no pertanyien a aquesta casa, sinó a una altra pairalia dels Coll, el Caritg, a l'Alta Garrotxa. Tot i això és força probable que també hi hagi d'haver papers referents al mas d'en Coll. Recentment tota aquesta documentació ha passat al fons bibliogràfic de la Generalitat de Catalunya.
El mas d'en Coll fou, fins ben entrat el segle xx, centre d'una explotació agrícola i ramadera de grans proporcions, amb una extensió territorial molt gran. Els terrenys primordialment de secà, accidentats, plantats d'olivar i, sobretot, de vinya. S'hi havia arribat a collir unes 2000 càrregues de raïms (1 càrrega = 120Kg.).
A l'interior de la casa hi resten peces de mobiliari interessants: a la sala major tres mobles datats, un canterano del 1769, un armari del 1756 i un altre del 1818; una caixa de rellotge policromada; la gran i curiosa taula i d'altres. A les alcoves destaquen un llit barroc "d'Olot" molt notable, altres tres isabelins amb marqueteria, un d'ells amb temes de cacera i un altre de caoba neoclàssic en una alcova que té decoració mural modernista. D'altres peces, com un aiguamanil ceràmic del segle xviii, morters, armes, etc. Als baixos s'hi guarden dos vells ferros de marcar el bestiar i una base de columna de marbre de tipus califal de procedència desconeguda. A la sala gran, una àmfora romana tipus Dressel 1, del fons del mar.
A la barana del sector meridional de la terrassa hi ha un curiós rellotge de sol gravat en una llamborda de terracota. S'ha d'esmentar també el trull del segle xviii i tot el celler així com la capella-oratori que data del 1773.